# Santa Fé de Minas
Santa Fé de Minas este un oraș în Minas Gerais (MG), Brazilia.